# Blanca París Corcoll
Blanca París Corcoll –de Oddone– (Montevideo, 7 de juliol de 1925 - íd., 23 de juny de 2008) va ser una historiadora i acadèmica uruguaiana, que va publicar àmpliament sobre la història uruguaiana i sud-americana. Va ser la guanyadora d'una beca de la Fundació Ford i una beca Guggenheim per aprofundir en la seva investigació acadèmica.

## Primers anys i formació
María Blanca París Corcoll va néixer a Montevideo, filla de pares catalans: Rosa Corcoll i Francisco París. Va començar els estudis a la Universitat de Buenos Aires, a la Facultat de Filosofia i Lletres el 1946. Va continuar la seva formació a la Universitat de Xile el 1948 i després es va traslladar aquest mateix any a la Universitat de la República (Udelar), a Montevideo. En acabar els estudis el 1951, va completar la tesi de recerca i es va graduar amb una llicenciatura en història, el 1957. Va continuar els estudis a la Universitat de Buenos Aires el 1960.

## Carrera professional
A partir de l'any 1960, Blanca París va exercir de professora a la Facultat d'Humanitats i Educació de la Universitat de la República, on impulsà la creació del Archivo General d'aquesta universitat (AGU). A principis dels anys 60, es va casar amb el seu company acadèmic Juan Oddone. Entre 1960 i 1968 va obtenir una beca Gallinal per dur a terme investigacions sobre la immigració al Riu de la Plata en arxius d'Anglaterra, França, Itàlia i Espanya. El 1974 va ser destituïda del seu càrrec després del cop d'estat uruguaià. Aprofitant una beca de la Fundació Ford, va estudiar al Consejo Latinoamericano de Ciencias Sociales entre 1974 i 1975. Blanca París i el seu marit van viure a Mèxic durant l'exili, on ella va treballar a la Universitat Nacional Autònoma de Mèxic a partir de 1977. Va ser col·laboradora de la revistes Universidades, de 1978 a 1981, i Nuestra América, de 1980 a 1981. El 1981 va guanyar una beca Guggenheim i va iniciar un projecte de recerca a la Unió d'Universitats Llatinoamericanes (UDUAL), centrat en la història social de l'educació a l'Uruguai.
Quan va acabar la dictadura militar uruguaiana, Blanca París de Oddone va tornar a l'Uruguai i va ser restaurada al seu càrrec a la Universitat de la República. Va ser promoguda a professora titular el 1991. Publicà àmpliament, tant de manera independent com en col·laboració amb altres persones, i va ser reconeguda com a experta en el període històric que va conduir al cop d'estat de 1973. Algunes de les seves obres més destacades són Las relaciones entre Montevideo y Buenos Aires en 1811 (1947–48), La Universidad de Montevideo en la formación de nuestra conciencia liberal, 1849-1885 i Figuras e instituciones catalanas en Uruguay (1960). En col·laboració amb el seu marit, va publicar Cronología comparada de la historia del Uruguay, 1830-1945 (1966) i La universidad uruguaya desde el militarismo a la crisis, 1885-1985 (1971). Blanca París es va jubilar l'any 2004. L'any 2007 va ser declarada per l'Ajuntament Ciutadana Il·lustre de Montevideo.

## Mort i llegat
Blanca París De Oddone va morir el 23 de juny de 2008 a Montevideo i va ser enterrada al Cementerio del Norte.